# Csehországi forgalmi rendszámok

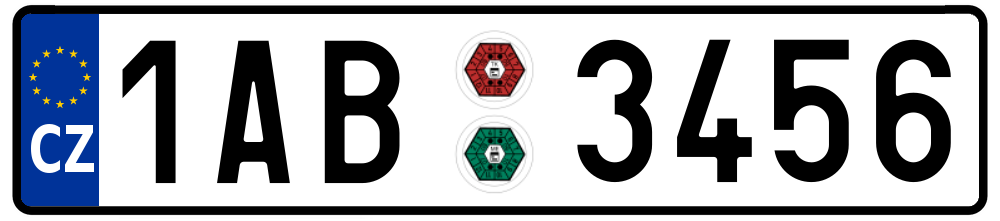
A jelenlegi cseh forgalmi rendszám olyan kerületekben, ahol már kifogytak az eredeti sorozat sorozatszámaiból

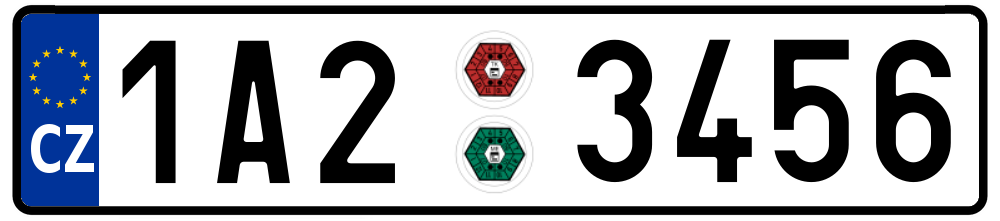
A jelenlegi cseh rendszám eredeti változata

Szlovákia 1993. január 1-jén kiáltotta ki függetlenségét Csehszlovákiától, és ezzel létrejött az önálló Csehország is. Csehországban 2001 végétől használnak a korábbi csehszlovák rendszámok helyett saját cseh forgalmi rendszámot.

## Történelem
- Az (1960–1984 közötti) rendszám formátuma:

XX-NN-NN vagy XXX-NN-NN (X – betűk, N – számok)
- Az (1984–2001 közötti) rendszám formátuma:

XX NN-NN vagy XXX NN-NN (X – betűk, N – számok)
- Az (2001–2004 között) rendszám formátuma:

NXN NNNN (X – betűk, N – számok)
- A (2004-től napjainkig) rendszám formátuma:

NXN NNNN (X – betűk, N – számok)

## A 2001-es rendszám

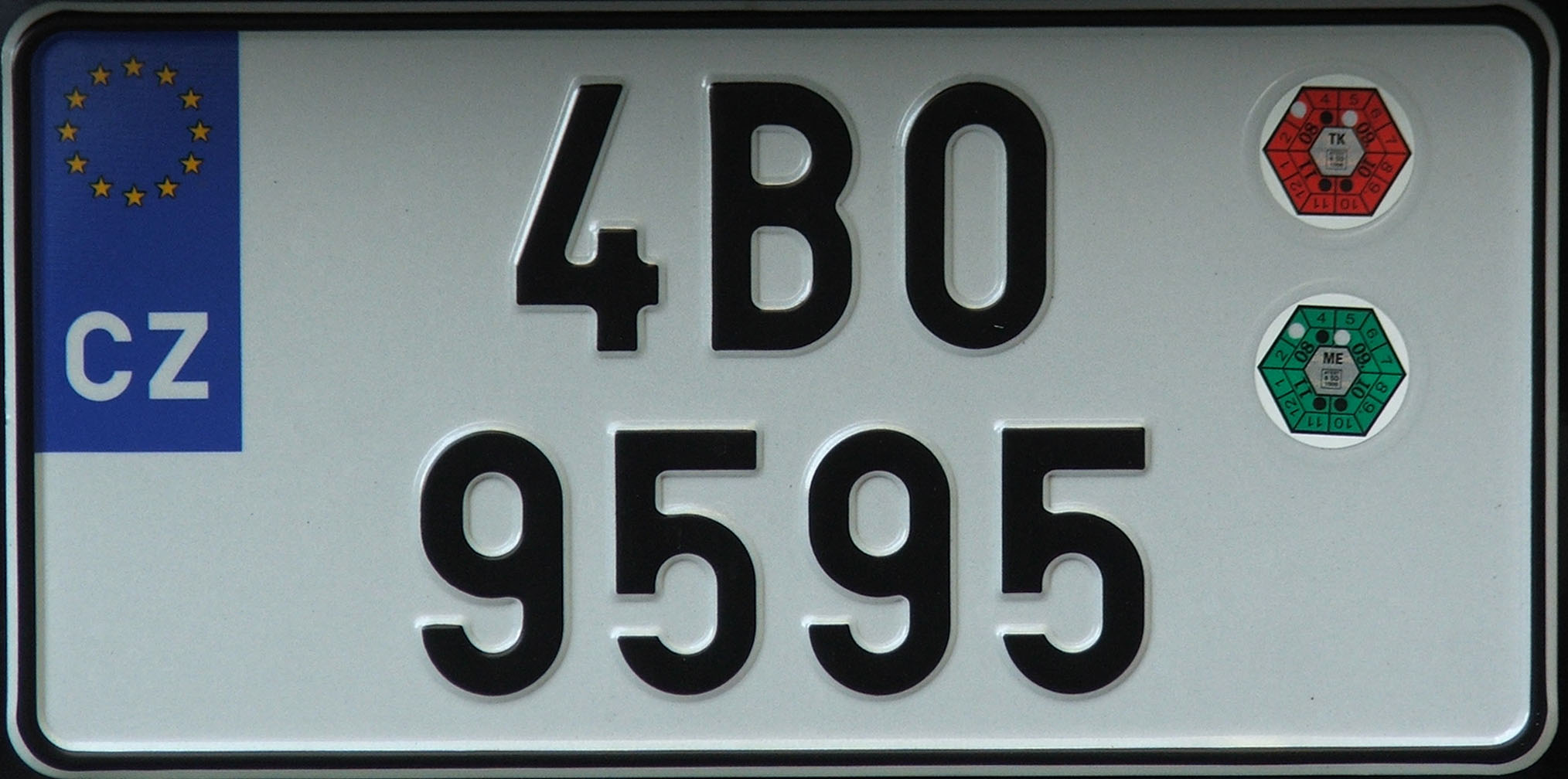
Egy kétsoros cseh rendszám

A 2001-ben bevezetett új rendszám hasonlított a régi csehszlovák rendszámok formátumára.
A normál, általánosan használt rendszám fehér alapon fekete karakterekkel írt, két szám, közötte egy latin betű (kerületkód) és egy négyjegyű szám, (pl.: 1B0 6391), fekete kerettel. Méretei megfelelnek az európai szabványnak: az egysoros 520 mm × 120 mm; a kétsoros: 340 mm × 220 mm. 2004-től, az ország EU-csatlakozásától kezdve a rendszám bal oldalán megjelent az EU-zászló és kék alapon fehérrel a CZ nemzetközi gépkocsijel.
A motorkerékpárok rendszáma nagyon hasonlít az autók rendszámára, azzal a különbséggel hogy a mérete másmilyen. A motorkerékpár-rendszám mérete: 150 mm × 150 mm, a kódrendszere azonos az autókéval, pl.: 5A8 9452.

## A kerületek kódjai a rendszámon

Csehország kerületeinek rendszámkódjai

| Kód | Kerület neve              | A régi rendszám | Az új rendszám |
| --- | ------------------------- | --------------- | -------------- |
| A   | Prága                     |                 |                |
| B   | Dél-morvaországi kerület  |                 |                |
| C   | Dél-csehországi kerület   |                 |                |
| E   | Pardubicei kerület        |                 |                |
| H   | Hradec Králové-i kerület  |                 |                |
| J   | Vysočina kerület          |                 |                |
| K   | Karlovy Vary-i kerület    |                 |                |
| L   | Libereci kerület          |                 |                |
| M   | Olomouci kerület          |                 |                |
| P   | Plzeňi kerület            |                 |                |
| S   | Közép-csehországi kerület |                 |                |
| T   | Morva-sziléziai kerület   |                 |                |
| U   | Ústí nad Labem-i kerület  |                 |                |
| Z   | Zlíni kerület             |                 |                |

## Különleges rendszámok
A normál rendszámok mellett Csehországban is található számos különleges, speciális rendeltetésű rendszám is, melyek a következők:

### Ideiglenes rendszámok

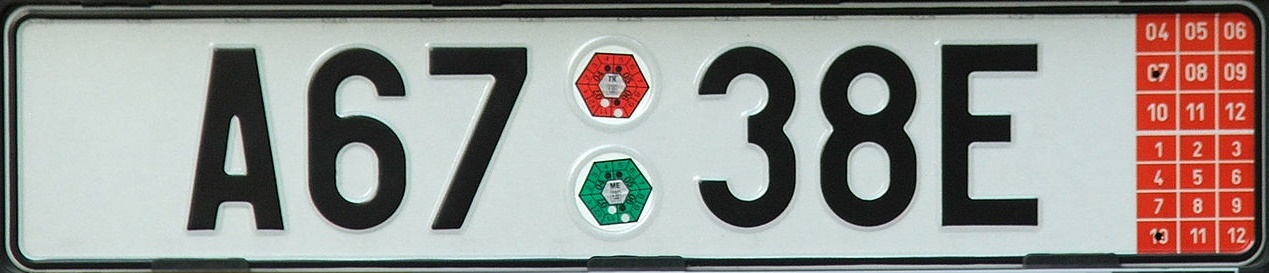
Ideiglenes rendszám egy Csehországból kivitelre kerülő személygépkocsin (A – Prága, E – export)

A jelenleg használt rendszámok a normál formátumúakkal, azzal a különbséggel, hogy 6 karakterből állnak 1 latin betű és 2 szám – kötőjel – 2 szám majd 1 latin betű és, az utolsó sorozatszám helyett az érvényesség évének utolsó két karaktere található egymás alatt, pl.: G75 77Z .

### Próbarendszámok
Rövid távú ideiglenes rendszámként használják, fémből készül. A sorozatszám négyjegyű, mérete 340 mm × 150 mm. Összesen öt karakterből áll a rendszám elején egy fix F betű található a rendszám többi részén pedig 4 szám van.

### Mezőgazdasági járművek rendszámai
A jelenleg használt rendszámok lényegében megegyeznek a normál formátumúakkal, azzal a különbséggel, a rendszám színe sárga valamint a területkód az első latin betű takarja, pl.: H34 7632.
Méretei: 520 mm × 110 mm, 280 mm × 200 mm.

### Diplomáciai rendszámok

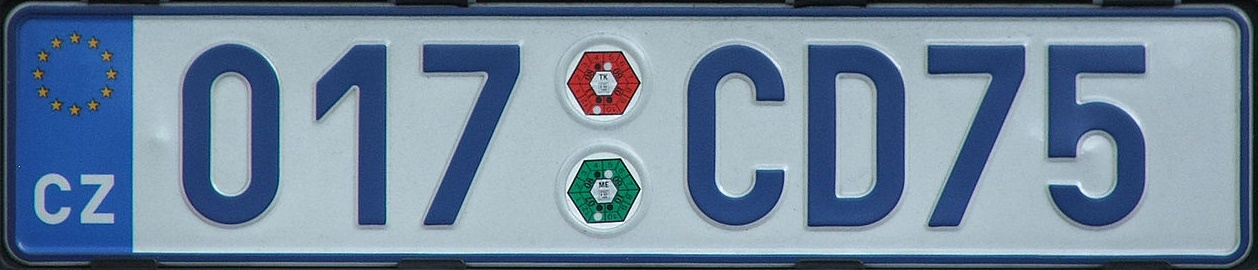
Egy cseh diplomatarendszám

A rendszám fehér alapon sötétkék karakterekkel írt, 3 szám – szóköz – fix sötétkék diplomáciai kód maximum két szám (országkód). Méretei megegyeznek a normál rendszáméival, és 2004 óta a kék sáv is megtalálható a bal oldalon.
A diplomáciai kód a következő lehet:
- CD – Nagykövet
- XX – Adminisztratív személyzet
- XS – Technikai személyzet
- HC – Tiszteletbeli konzul (Honorary consul)

### Katonai járművek
Fekete-fehér rendszámok EU-s zászló és országazonosító nélkül. Hét darab számot és egy kötőjelet tartalmaz a következő alakban: három szám – szóköz – két szám – kötőjel – két szám (NNN NN-NN). A hátsó táblákon az érvényes műszaki és a környezetvédelmi vizsgát igazoló matricák is megtalálhatók.

## Lásd még
- Az Európai Unió forgalmi rendszámai